# Friedrich Albrecht von der Schulenburg

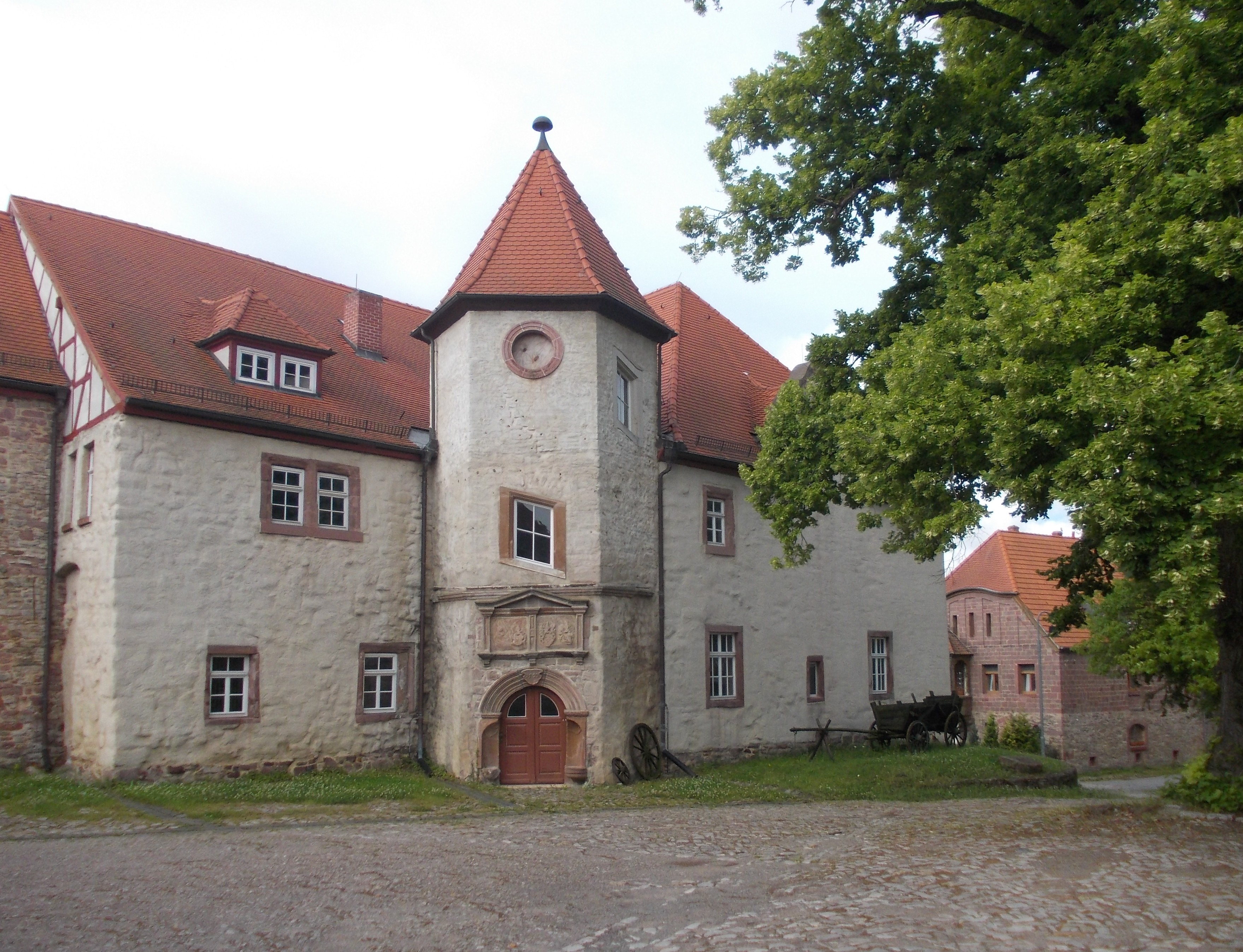
Altes Schloss Klosterrode

Friedrich Albrecht Graf von der Schulenburg, nach seinem Gut auch Graf von der Schulenburg-Klosterroda oder modernisiert Schulenburg-Klosterrode, (* 18. Juni 1772 in Dresden; † 12. September 1853 in Klosterrode) war kursächsischer, sodann königlich-sächsischer Diplomat und Minister. Er stammte aus dem Wolfsburger Zweig der Adelsfamilie von der Schulenburg und war der zweite und letzte Spross der Familie von der Linie Klosterrode.

## Leben
Friedrich Albrecht wurde als Sohn von Albrecht Ludwig (Albert Ludovikus) von der Schulenburg (1741–1784), kursächsischer Geheimer Kammer- und Bergrat, und der Auguste Friederike geb. von Stammer (1751–1809) geboren. Er war ein Enkel des preußischen Generalleutnants Adolph Friedrich von der Schulenburg (1655–1741), Inhaber des Schulenburgischen Regiments, der in der Schlacht bei Mollwitz gefallen war.
Nach dem frühen Tode seines Vaters wuchs er, von seiner Mutter und seinem Vormund, Heinrich Ulrich Erasmus von Hardenberg (1738–1814), dem Vater des Dichters Novalis, wohlbehütet in Klosterrode auf. Nach dem Studium in Leipzig und in Wittenberg widmete er sich der Diplomatie und Politik. Von 1794 bis 1798 war er den Gesandtschaften zu Wien, Regensburg und Rastatt als Attaché zugeteilt. 1799 wurde er Gesandter in Kopenhagen, von 1801 bis 1804 bekleidete er den nämlichen Posten in Sankt Petersburg und von 1810 bis 1830 am Wiener Hofe.
Bei den Pariser Verhandlungen vom Jahre 1815 war er bei den Kaisern von Österreich, von Russland und beim König von Preußen beglaubigt. Seine Aufgabe als Bevollmächtigter für Sachsen beim Wiener Kongress sowie dessen Nachfolgekonferenzen wurde erheblich erschwert, da er bei den Verhandlungen über das Schicksal Sachsens nach der Völkerschlacht bei Leipzig bis zum Zustandekommen der Abmachungen des Wiener Kongresses nicht in amtlicher Eigenschaft akkreditiert wurde, sondern nur als Privatmann mitwirken konnte. Am 18. Mai 1815 unterzeichnete er dennoch den mit den Großmächten abgeschlossenen Vertrag, der am 21. Mai vom König ratifiziert wurde. Damit war die Teilung Sachsens besiegelt und die ehemaligen sächsischen Kurlande an Preußen abgetreten. So kam auch Schulenburgs Besitz, das Gut Klosterrode, das sein Großvater Adolf Friedrich 1739 gekauft hatte, an Preußen.
1819 nahm er als Bevollmächtigter seines Königs an den Karlsbader Konferenzen teil. In demselben Jahre war er mit der Werbung um die Hand der Erzherzogin Karoline Ferdinande von Österreich für den damaligen Prinzen, später König Friedrich August II. betraut. Die Vermählung erfolgte noch im selben Jahr. 1828 wurde er zum Konferenzminister ernannt, im Oktober 1830 verließ er nach der Kleinstaatlichen Revolution in Sachsen den Staatsdienst und lebte überwiegend in Wien, wo er in dortigen Salons über beträchtlichen Einfluss verfügte. Die Sommer allerdings verlebte er auf seinem Gute in Klosterrode, wo er 1853 an einem Herzinfarkt verstarb und in der Familiengruft zu St. Lamberti in Blankenheim beigesetzt wurde.

## Ehe und Familie
Friedrich Albrecht war mit Armgard von der Schulenburg (* 12. Januar 1799, † 1883), Tochter von Philipp Ernst Alexander von der Schulenburg-Emden (1762–1820) und Caroline von Alvensleben (1766–1856) verheiratet. Die Ehe blieb kinderlos.

## Werke
- Stammtafeln des Schulenburgischen Geschlechts. Wien 1821, mit vier Anhängen, 1823, 1824, 1825 und 1826 erschienen, gedruckt, aber nicht in den Buchhandel gekommen.
- Lebensbeschreibung des venetianischen Feldmarschalls Matthias Johann Graf von der Schulenburg. 1841, ohne Nennung des Verfassers.
- Neue Actenstücke über die Veranlassung des siebenjährigen Krieges. 1842, ohne Nennung des Verfassers.
- Denkwürdigkeiten des russischen Ministers Freiherrn Achaz Ferdinand von der Asseburg. aus dessen handschriftlichen Papieren bearbeitet, o. J., ohne Nennung des Verfassers.
- Personennachlass im Sächsischen Staatsarchiv
- Die Herzogin von Ahlden Stammmutter der königlichen Häuser Hannover und Preussen. 1852 (Digitalisat).